# Lyle Nelson
Pour les articles homonymes, voir Nelson.
Lyle Nelson, né le 9 février 1949 à McCall (Idaho), est un biathlète américain,. Il fut porte-drapeau de la délégation américaine aux Jeux olympiques d'hiver de 1988.